# Kip sv. Antuna Padovanskog (Sveti Ivan Zelina)
Kip sv. Antuna Padovanskog (Sveti Ivan Zelina), građevina u mjestu i gradu Sveti Ivan Zelina, zaštićeno kulturno dobro.

## Opis
Kip sv. Antuna Padovanskog sagrađen 1822. na Križanju Nazorove, Sajmišne i Topličke ulice.

## Zaštita
Pod oznakom Z-3716 zaveden je kao nepokretno kulturno dobro - pojedinačno, pravnog statusa zaštićenog kulturnog dobra, klasificirano kao "sakralna graditeljska baština".